# Toplica (vattendrag i Kroatien)
Toplica är ett vattendrag i Kroatien. Det ligger i den östra delen av landet, 80 km öster om huvudstaden Zagreb.